# Ауди Q8
Ауди Q8 је луксузни купе−кросовер средње величине, који производи немачка фабрика аутомобила Ауди од 2018. године. То је водећи Аудијев модел СУВ линије, а производи се у Фолксвагеновој фабрици у Братислави.

## Позадина
BMW је представио свој купе−кросовер 2008. године, BMW X6, а Мерцедес-Бенц је 2015. представио сопствени купе ГЛЕ-класе. Ауди никада није направио директног конкурента, али је то планирао једном када нови модел постане продајни успех за друге марке. СУВ возила, посебно у луксузној категорији, су све популарнији, а очекивано је да ће се Q8 продавати у већем броју од А8.

## Откривање
Ауди Q8 је представљен јавности у виду концепта 9. јануара 2017. на Међународној изложби аутомобила у Северној Америци (NAIAS) у Детроиту, у савезној држави Мичиген. У мају 2018. године, Ауди је избацио мини серије у пет делова. Q8 се појавио у продаји у Малезији у марту 2019. са 3.0 Л TFSI кватро мотором.

## Дизајн
Ауди Q8 је први СУВ модел под новим шефом дизајна Марком Лихтеом, који уводи нови дизајн за сва СУВ возила овог бренда. Маска је већа и сада осмоугаоног облика са вертикалним и хоризонталним лествицама, а карактерне линије Q8-ице инспирисане су рели аутомобилом Ауди кватро из 1980. године. Ауди Q8 се одликује у потпуности ласерским предњим и задњим светлима, први пут присутним код кросовер или СУВ возила. Ентеријер одликује мулти-медијални систем без дугмића, са три екрана на додир, као и увећани виртуелни кокпит са потпуно дигитализованом инструмент таблом. Q8-ица је мало краћа од Q7-ице у погледу дужине и висине, али је мало шира. Такође има мању запремину гепека од Q7-ице због своје нагнуте линије крова и за разлику од Q7, Q8 нема доступна седишта у трећем реду.

## SQ8 (2019−)
Ауди SQ8 је избачен у јуну 2019. године са провереном шасијом и стилским и технолошким унапређењима. Одликује га нови 4.0-литарски битурбо 8 благо хибридни дизел мотором са 429 коњских снага и 900 Nm обртног момента. Амерички модел користи битурбо V8 исте запремине, али са бензинским мотором од 500 коњских снага и 770 Nm обртног момента, пуштен је у продају крајем пролећа 2020. године. Перформанс је приказан кроз осмостепени типтроник аутоматски мењач који покреће погон на сва четири точка. Европски специјани модели могу достићи брзину од 0–100 km/h за 4,8 секунди са електронски ограниченом максималном брзином од 249 km/h.
Нови турбо је смештен унутар V блока мотора, Ауди тврди да они стварају бољи одговор мотора. Како би се додатно смањио ефекат турбо заостајања, мотор је окарактерисан секвенцијалним турбо пуњењем, са само малим пуњачем активним при малим брзинама и већим пуњачем који се активира када ауто достигне 2.200 обртаја. Компресор са електричним погоном помаже турбопуњачу при покретању и убрзању из нижих брзина, надокнађујући недостатак појачања турба на малим обртајима додавањем додатног притиска на усисни отвор како би се постигло напајање.
Компресор се напаја истим пакетом од 48V литијум-јонских акумулатора који подржава SQ8-тихи хибридни систем. Сачињавајући алтернатор стартер регенеративни кочиони систем, може покретати SQ8 брзином од 23 km/h и повратити до 8 kW енергије при успоравању. SQ8 долази са адаптивним ваздушним вешањем и drive select динамичким системом за управљање као стандардни пакет. Доступан је у додатном пакету са управљањем на сва четири точка, спортским диференцијалом и електромеханичким активним шипкама против превртања.
Разлике у изгледу се огледају у виду 21-инчне алу фелне, измењен, агресивнији бодикит, нови задњи дифузер са овалним издувним вентилима. Веће 22-инчне фелне, матрикс лед фарови, црвене кочионе чељусти и карбон керамичке кочнице доступни су као додатни додатни.
Унутрашњост садржи кожна и алкантара окићена спортска седишта, папучице од нерђајућег челика, дигитализовану инструмент таблу и централно постављене екране који управљају системима забаве, грејања и климатизације. Гласовна контрола, WiFi hotspot и Amazon Alexa, Android Auto и Apple CarPlay су стандардни.
Сигурносна технологија укључује адаптивни темпомат, traffic jam assist, active lane assist и камеру од 360 степени. Укључује систем помоћи приликом управљања, за који Ауди тврди да помаже у ублажавању судара при паркирању примењујући мале корекције, као и систем упозоравања на ивичњак који помаже у спречавању оштећења аута. Испоруке у Великој Британији почеле су у септембру 2019. године.

## RS Q8 (2020−)
RS Q8 представљен је на сајму аутомобила у Лос Анђелесу у новембру 2019. године. Мотор се дели са RS 6 C8 и RS 7 4K8, 4.0 литарским битурбо V8 благим хибридним бензинским агрегатима са 591 коњском снагом и 800 Nm обртног момент. Као и код SQ8, перформансе се шаљу путем осмостепеног аутоматског мењача типтроник у систем кватро са погоном на све точкове. Ауди RS Q8 од 0–100 km/h достиже за 3,8 секунди. Максимална брзина је електронски ограничена на 249 km/h, али уз опциони динамички пакет достиже скоро до 306 km/h. Вешање се налази напред и позади заједно са адаптивним стандардом ваздушног вешања са контролисаним амортизерима. Унутрашњост одликује Аудијев ММИ сет са RS двоструким екраном на додир, као и спортска седишта са рељефним RS-ом у црној бисерној кожи „напа” и алкантара и волан са равним дном прекривен RS кожом. Разлике у изгледу укључују маску специфичну за RS, веће усисе за ваздух, одговарајуће лествице и доступан спортски издувни систем са црном облогом издувне цеви. Стандардни точкови RS Q8-ице су 22-инчне, 10-окраке алу фелне са гумом серије 295/40, док су 23-инчни точкови опционални. Испоруке у Великој Британији су почеле почетком 2020. године.

## Мотори
| Ауди Q8                      | Бензин                                   | Бензин                                 | Дизел                                  | Дизел                                    | Дизел                                   |
| Ауди Q8                      | 55 TFSI                                  | RS Q8                                  | 45TDI                                  | 50 TDI                                   | SQ8 TDI                                 |
| ---------------------------- | ---------------------------------------- | -------------------------------------- | -------------------------------------- | ---------------------------------------- | --------------------------------------- |
| Мотор                        | 2995 cm³ V6                              | 3996 cm³ V8                            | 2967 cm³ V6                            | 2967 cm³ V6                              | 3956 cm³ V8                             |
| Максимална снага             | 250 kW (340 КС; 335 bhp) @ 5200-6400 rpm | 441 kW (600 КС; 592 bhp) @ 6000 rpm    | 170 kW (231 КС; 228 bhp) @ 3250 rpm    | 210 kW (286 КС; 282 bhp) @ 3500-4000 rpm | 320 kW (435 КС; 429 bhp) @ 3750-4750rpm |
| Максимални обртни момент     | 369 lb-ft (500 N·m) @ 1370–4500          | 590 lb-ft (800 N·m) @ 2200–4500        | 369 lb-ft (500 N·m) @ 1750-3250        | 443 lb-ft (600 N·m) @ 2250–3250          | 663 lb-ft (900 N·m) @ 1250–3250         |
| Врста погона                 | Погон на све точкове (quattro)           | Погон на све точкове (quattro)         | Погон на све точкове (quattro)         | Погон на све точкове (quattro)           | Погон на све точкове (quattro)          |
| Пренос                       | 8 степени аутоматски мењач (типтроник)   | 8 степени аутоматски мењач (типтроник) | 8 степени аутоматски мењач (типтроник) | 8 степени аутоматски мењач (типтроник)   | 8 степени аутоматски мењач (типтроник)  |
| Тежина                       | 2.070 kg (4.560 lb)                      | 2.315 kg (5.104 lb)                    | 2.120 kg (4.670 lb)                    | 2.120 kg (4.670 lb)                      | 2.340 kg (5.160 lb)                     |
| Максимална брзина            | 250 km/h (160 mph)                       | 250 km/h (160 mph)                     | 233 km/h (145 mph)                     | 245 km/h (152 mph)                       | 250 km/h (160 mph)                      |
| Убрзање 0−60 mph (0−97 km/h) | 5,9 сек.                                 | 3,8 сек.                               | 7,1 сек.                               | 6,3 сек.                                 | 4,8 сек.                                |
| Потрошња горива на 100 km    | 11,4 / 7,4 / 8,9 L                       | 17,0 / 9,3-9,2 / 12,1 L                | 7,0 / 6,1 / 6,4 L                      | 7,1 / 6,4 / 6,6 L                        | 7,8 L                                   |

## Галерија
- Предњи део
- Ентеријер
- Aуди Q8 спорт
- Aуди Q8 S-line